# 1549 Mikko
1549 Mikko (1937 GA) là một tiểu hành tinh vành đai chính được phát hiện ngày 2 tháng 4 năm 1937 bởi Y. Vaisala ở Turku.